# 原実 (市民運動家)
原 実（はら みのる、1901年（明治34年）4月29日 - ?）は、日本の市民運動家。
鎌倉市の自然保護をめぐる市民運動の先駆者の一人で、その活動は古都における歴史的風土の保存に関する特別措置法、いわゆる古都保存法の成立に結実した。全国歴史的風土保存連盟（以下「全風連」）の初代事務局長、同名誉会長を歴任。神奈川文化賞を受賞。

## 来歴

### 生い立ち・鎌倉移住
父は日本鉄道、鉄道院に勤務した原勇。父は沼津、母は会津出身である。幼時は各地を転々としたが、母方の実家から会津中学に通学し、1919年（大正8年）に卒業。慶應義塾に進学し、小泉信三に師事した。卒業後慶應義塾大学学生局、鉄道院図書館に勤務し、ロバート・モリソン・マキーバーの『共同社会・結社・国家』を訳説したほか、『青年のために – 勉学について』を著す。1953年（昭和28年）に新婚時代を過ごした地でもあった鎌倉へ転居する。原は第二次世界大戦終結後に設立された鎌倉三日会に加入した。

### 鎌倉三日会・鎌倉の自然を守る会
鎌倉三日会は鎌倉市民で直接市政に携わらない有志が市政に提言などを行うことを目的とし、GHQの影響下で設立された。歴代会長には沢田節蔵などがいる。1960年（昭和35年）、原はその機関紙の必要性を唱え、『鎌倉市民』の発行が実現した。しかし短期間で廃刊が決まり、原は提案者としての責任を踏まえ、個人編集の形で継続させた。原はこの活動の中で、民主主義確立に地方自治の完成が必要であり、そのため市民意識の向上が必要であるとの考えを抱く。『鎌倉市民』は1962年（昭和37年）に鎌倉市の自然を特集し、これを契機として「鎌倉の自然を守る会」が発足する。会長には酒井恒（横浜国立大学教授）が就任し、原はその副会長となる。

### 御谷騒動・鎌倉風致保存会

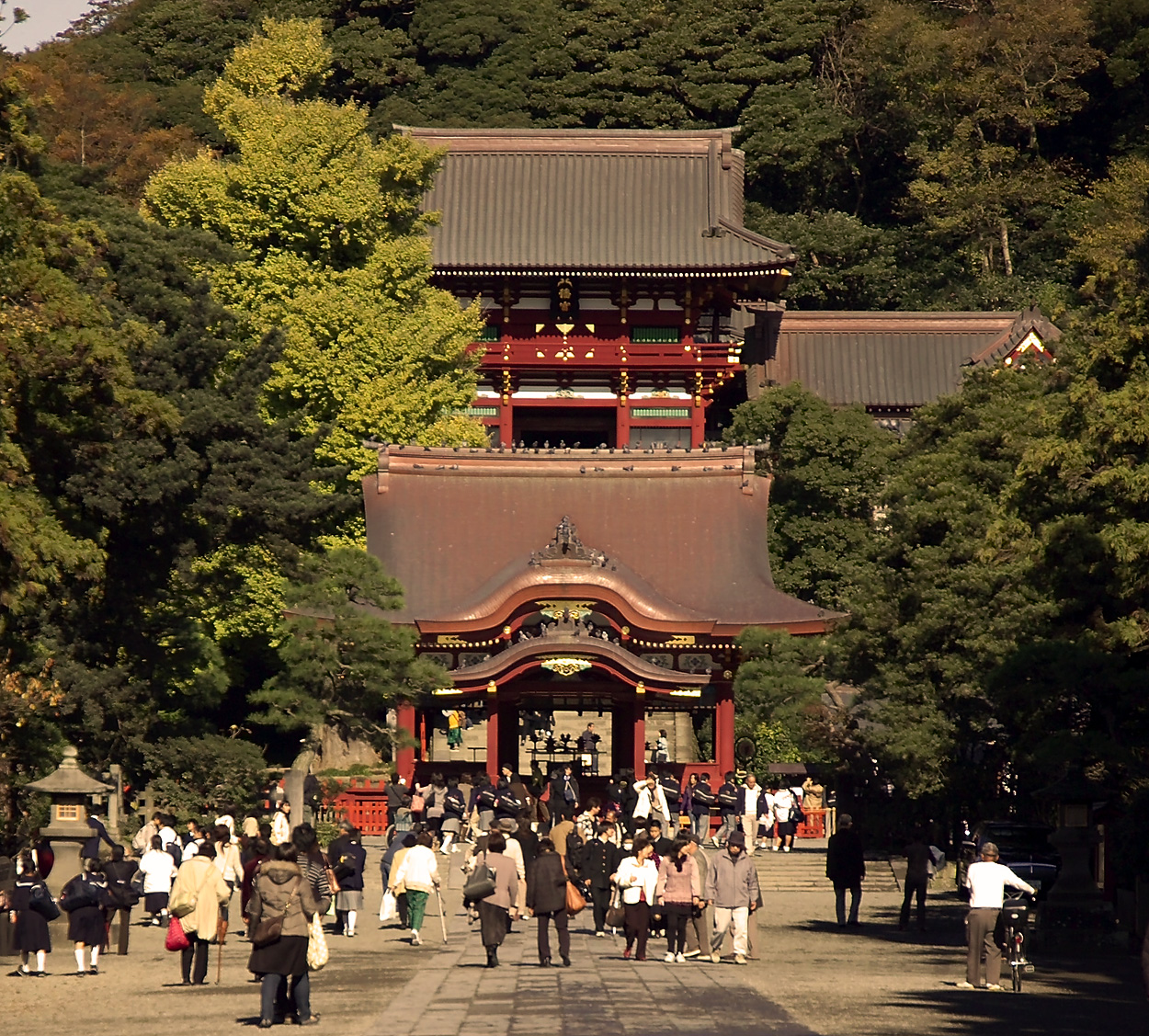
開発計画では、八幡宮社殿の裏山のむこう側（御谷）に団地が建設される予定であった。

1964年（昭和39年）、鶴岡八幡宮背後（御谷）の開発計画が神奈川県の承認を受ける見込みとなり、町内会を中心に地域住民から反対運動がおこる。「鎌倉の自然を守る会」に対しても協力要請が行われ、会も反対運動に加わった。原は開発計画を阻止すべく永海秋三とともに沢田節蔵の添書を得て内山岩太郎神奈川県知事に面会する。内山は原らの申出に好意的で、法律上開発を許可せざるを得ないが、ただ一つの方法は「市民運動の起こす世論の力」であると述べた。こうした発言を受けて地元町内会は内山知事の現地視察が行われた6月1日までの一週間で、2万を超す署名を集める。知事は現地視察後の記者会見で、原との面会に際しての発言と同趣旨を繰り返した。地域住民は、財団法人鎌倉風致保存会を結成して寄付金を集め、開発予定地の一部買収に成功した。この活動は日本で最初のナショナルトラスト運動である。財団には山本正一鎌倉市長、市議会議長、市商工会議所会頭なども参加し、理事長に藤井崇治、副理事長に村田良策（神奈川県立博物館館長）が就任。理事の野尻清彦は大佛次郎で、他に菅原通済などが、顧問には里見弴、今日出海、横山隆一、有島生馬などが就任している。県は12月に規模を縮小した開発許可を出すが、業者は開発計画を断念した。原はこの御谷騒動での運動を「それまでは勿論今後もないかもしれない強烈な文字どおり死に物狂いの反対運動」と回顧している。

### 古都保存法
高度経済成長を迎えた日本では、鎌倉の他にも各地で環境保全運動が行われた。例えば京都の双ヶ岡、奈良の三笠山である。1965年（昭和40年）に、鎌倉、京都、奈良の三市を中心に古都保存連絡協議会が結成され、また山本鎌倉市長は河野一郎に働きかける。原自身は立法措置を考えていたわけではないが、翌年には神奈川県、京都府、奈良県選出国会議員を中心に超党派の国会議員が協力し、田中伊三次ら52名の議員立法によって古都における歴史的風土の保存に関する特別措置法（古都保存法）が成立した。衆議院建設委員会での提案から参議院本会議での可決までに要した審議日は4日、施行までは21日である。この法律を大井民雄衆議院法制局第四部長は、「世論立法というにふさわしいもの」と解説している。

### 全国歴史的風土保存連盟
原は古都保存法を有効に機能させるためには市民の自覚が必要であると考え、天野久弥とともに京都、奈良で同志を求める。こうした活動の中、1970年（昭和45年）に全風連が結成される。運営委員会議長に関屋悌蔵、副議長に寺尾勇（奈良教育大学教授）が就任し、原は事務局長となった。のちに全風連会長となる太田博太郎は、この当時の原の活動につきその迫力を書き残している。会は古都保存法の枠を超えた全国的な歴史的風土の保存、復興を目指した活動を続け、原はのちに名誉会長に推されている。

### 鎌倉のその後
1970年（昭和45年）、原は大佛次郎を審査委員長とする選考委員会から神奈川文化賞を授与され、1976年（昭和51年）には鎌倉市市政功労者表彰を受ける。鎌倉市では、2003年（平成15年）の時点で歴史的風土特別保存地区、歴史的風土保存区域がそれぞれ約574ha、約989ha指定され、その環境保護が図られている。
原は自らの運動において、政治的経済的利害の介入排除を考えていた。運動の成就だけでなく、日本の民主主義育成に必要であると考えていたからである。